# World Matchplay 1991
Das Coalite World Matchplay 1991 war ein professionelles Snooker-Einladungsturnier, das vom 5. bis zum 14. Dezember 1991 im Rahmen der Saison 1991/92 im The Dome im englischen Doncaster ausgetragen wurde. Sieger wurde Gary Wilkinson, der im Finale gegen Steve Davis einen der wichtigsten Turniersiege seiner Karriere holte. Titelverteidiger Jimmy White spielte mit einem 142er-Break das einzige Century Break und damit auch das höchste Break des Turnieres.

## Preisgeld
Erneut fungierte das Unternehmen Coalite als Sponsor. Erneut sank die Summe des Preisgeldes, diesmal auf 160.000 Pfund Sterling.
|                 | Preisgeld |
| --------------- | --------- |
| Sieger          | 70.000 £  |
| Finalist        | 25.000 £  |
| Halbfinalist    | 15.000 £  |
| Viertelfinalist | 5.000 £   |
| Erste Runde     | 2.500 £   |
| Höchstes Break  | 5.000 £   |
| Insgesamt       | 160.000 £ |

## Turnierverlauf
Eingeladen wurden die besten zwölf Spieler der zum Zeitpunkt des Turnieres gültigen „provisorischen“ Snookerweltrangliste, einem inoffiziellen Zwischenstand der offiziell nur zum Saisonende aktualisierten Weltrangliste. Organisiert von Matchroom Sport, wurde das Turnier im K.-o.-System ausgetragen. Die besten vier Spieler waren direkt für das Viertelfinale qualifiziert, alle anderen starteten in der Runde der letzten 12. Diese fand im Modus Best of 9 Frames statt, während Viertel- und Halbfinale im Modus Best of 17 Frames gespielt wurden. Das abschließende Finale wurde im Modus Best of 35 Frames gespielt.
|  | Runde der letzten 12 Best of 9 Frames | Runde der letzten 12 Best of 9 Frames |    |             | Viertelfinale Best of 17 Frames | Viertelfinale Best of 17 Frames |                |                | Halbfinale Best of 17 Frames | Halbfinale Best of 17 Frames |  |  | Finale Best of 35 Frames | Finale Best of 35 Frames |
|  |                                       |                                       |    |             |                                 |                                 |                |                |                              |                              |  |  |                          |                          |
|  | Dennis Taylor                         | 5                                     |    |             | Jimmy White                     | 9                               |                |                |                              |                              |  |  |                          |                          |
|  | Steve James                           | 4                                     |    |             | Dennis Taylor                   | 6                               |                |                |                              |                              |  |  |                          |                          |
|  | Steve James                           | 4                                     |    | Jimmy White | Dennis Taylor                   | 6                               | 6              |                |                              |                              |  |  |                          |                          |
|  |                                       |                                       |    |             |                                 |                                 | 6              |                |                              |                              |  |  |                          |                          |
|  |                                       | Gary Wilkinson                        | 9  |             |                                 |                                 |                |                |                              |                              |  |  |                          |                          |
|  | Gary Wilkinson                        | Gary Wilkinson                        | 9  | 5           |                                 |                                 | John Parrott   | 8              |                              |                              |  |  |                          |                          |
|  | Gary Wilkinson                        |                                       |    |             |                                 |                                 | John Parrott   | 8              |                              |                              |  |  |                          |                          |
|  | Dean Reynolds                         | 1                                     |    |             | Gary Wilkinson                  | 9                               |                |                |                              |                              |  |  |                          |                          |
|  | Dean Reynolds                         | 1                                     |    |             |                                 | 9                               |                | Gary Wilkinson | 18                           |                              |  |  |                          |                          |
|  |                                       |                                       |    |             |                                 |                                 |                |                |                              |                              |  |  |                          |                          |
|  |                                       | Steve Davis                           | 11 |             |                                 |                                 |                |                |                              |                              |  |  |                          |                          |
|  | Terry Griffiths                       | Steve Davis                           | 11 | 5           |                                 |                                 | Steve Davis    | 9              |                              |                              |  |  |                          |                          |
|  | Terry Griffiths                       |                                       |    |             |                                 |                                 | Steve Davis    | 9              |                              |                              |  |  |                          |                          |
|  | Neal Foulds                           | 4                                     |    |             | Terry Griffiths                 | 5                               |                |                |                              |                              |  |  |                          |                          |
|  | Neal Foulds                           | 4                                     |    | Steve Davis | Terry Griffiths                 | 5                               | 9              |                |                              |                              |  |  |                          |                          |
|  |                                       |                                       |    |             |                                 |                                 | 9              |                |                              |                              |  |  |                          |                          |
|  |                                       | Stephen Hendry                        | 2  |             |                                 |                                 |                |                |                              |                              |  |  |                          |                          |
|  | Mike Hallett                          | Stephen Hendry                        | 2  | 5           |                                 |                                 | Stephen Hendry | 9              |                              |                              |  |  |                          |                          |
|  | Mike Hallett                          |                                       |    |             |                                 |                                 |                |                |                              |                              |  |  |                          |                          |
|  | Tony Jones                            | 2                                     |    |             | Mike Hallett                    | 2                               |                |                |                              |                              |  |  |                          |                          |

### Finale
Gary Wilkinson verhinderte durch seinen Halbfinalsieg über Jimmy White dessen dritten Finaleinzug beim World Matchplay in Folge. Im anderen Halbfinale trafen die dominierenden Spieler der 1980er und 1990er aufeinander; Altmeister Steve Davis schlug Stephen Hendry überraschend deutlich. Insbesondere der Anfang der Partie war ein recht offener Schlagabtausch, beide Spieler gingen abwechselnd in Führung, keiner aber mit deutlichem Vorsprung. Erst beim Stande von 8:7 für Wilkinson konnte sich dieser ablösen und die Führung auf 12:7 erhöhen. Zwar verkürzte Davis noch auf 12:10, doch danach schaffte es Wilkinson, seinen Vorsprung uneinholbar auf 17:10 zu erweitern. Davis zögerte zwar die Niederlage noch um einen Frame hinaus, doch mit dem Endstand von 18:11 sicherte sich Wilkinson einen der wichtigsten Titel seiner Karriere.
| Finale: Best of 35 Frames The Dome, Doncaster, England, 13. und 14. Dezember 1991 |                |             |
| Gary Wilkinson | 18:11          | Steve Davis |
| 6:113, 76:1 (68), 81:2 (53), 8:75 (54), 67:9, 0:69 (63), 3:96(96), 96:6 (93), 70:41 (61), 9:74 (55), 0:75, 73:26, 97:26 (73), 68:22, 23:90, 65:38, 89:17 (80), 75:42, 70:46, 21:65, 0:104 (71), 0:78 (78), 127:0 (60, 58), 75:30, 95:25, 86:43, 69:25, 21:72, 62:10 |                |             |
| 93 | Höchstes Break | 96          |
| – | Century-Breaks | –           |
| 8 | 50+-Breaks     | 6           |